# Carcassonne (jeu)
Pour les articles homonymes, voir Carcassonne (homonymie).
Carcassonne est un jeu de société de Klaus-Jürgen Wrede, édité en Allemagne par Hans im Glück. Le thème est la construction d'un paysage médiéval par la pose de tuiles, incluant des villes fortifiées telles que Carcassonne.

## Principe
Carcassonne est un jeu de pose de tuiles, où l'on construit le plateau de jeu au cours de la partie. Des points sont attribués en fonction de la taille des combinaisons créées — villes, champs, routes, abbayes.
Le jeu commence avec une seule tuile, les autres étant cachées dans la pioche. Chacun à son tour, les joueurs piochent une tuile et doivent la placer, en respectant les tuiles déjà en place : les villes et les routes ne peuvent être coupées.
Après avoir placé sa tuile, et uniquement à ce moment-là, le joueur peut s'il le souhaite placer un pion, habituellement désigné par le terme meeple (contraction de l'anglais my et people, litt. « mon peuple »), sur une des parties de cette tuile (morceaux de villes ou de champs, tronçons de chemins, abbayes). Après avoir terminé une route ou une ville le joueur pose son meeple où il veut. La ville, le champ, l'abbaye ou le chemin formé par les éléments contigus devient alors la propriété exclusive de ce joueur, et personne, pas même le propriétaire, ne pourra y placer d'autre pion en l'agrandissant par une nouvelle tuile contiguë. Cependant, une nouvelle tuile peut réunir des parties disjointes sur lesquelles il y a déjà des pions. C'est alors le joueur qui a le plus de pions qui devient le propriétaire de l'ensemble (si les joueurs sont à égalité, le terrain appartient autant à chacun).

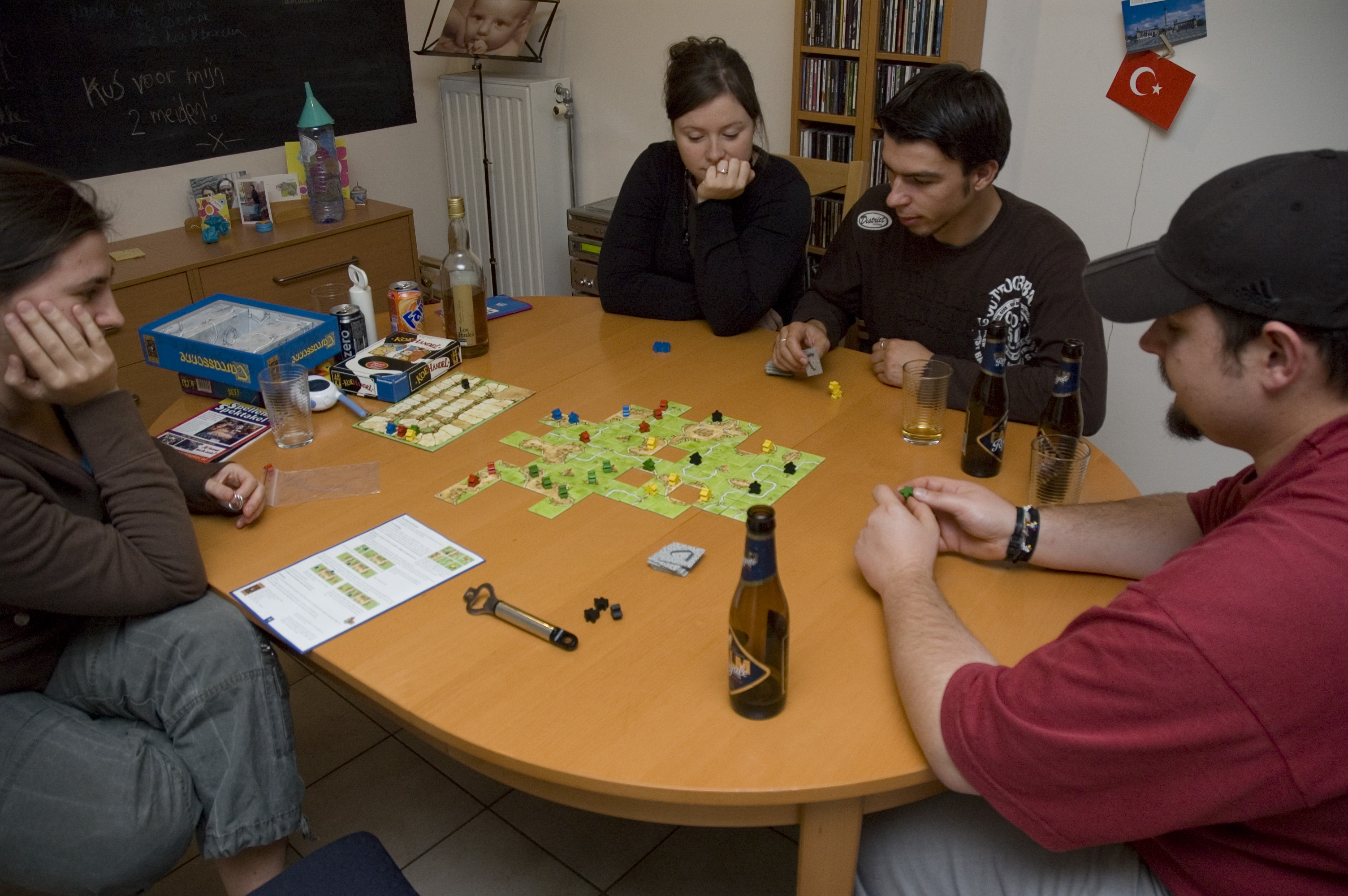
Partie en cours

Quand une route, une ville ou une abbaye est complétée, son ou ses propriétaires comptent leurs points (chaque tuile a une certaine valeur), et récupèrent leurs pions. Les pions placés sur les champs y restent jusqu'à la fin du jeu.
Le jeu est terminé quand toutes les tuiles ont été placées. On compte alors des points pour les abbayes, les champs, les routes et les villes non complétées.
On peut trouver les règles complètes sur les sites ludiques spécialisés en référencement de règles de jeux.

## Extensions
Le jeu a connu un très gros succès, induisant une série d'extensions. Certaines mini extensions sont éditées dans des magazines spécialisés de jeux de société (SpielBox...).
La plupart sont disponibles en France, parfois en version d'importation comportant une traduction des règles (les tuiles elles-mêmes ne comportant pas d'indications écrites, elles ne nécessitent pas de traduction).
Les extensions reprennent les règles du jeu de base en y apportant quelques modifications.

### Extensions
| Année | N° | Titre                                                             | Auteur             | Commentaire |
| ----- | -- | ----------------------------------------------------------------- | ------------------ | --- |
| 2002  | 1  | Carcassonne - L'extension (Auberges et cathédrales)               | Klaus-Jürgen Wrede | Propose des pions permettant de jouer à 6 joueurs (contre 5 dans le jeu de base), et 18 nouvelles tuiles. Les auberges augmentent la valeur des chemins, et les cathédrales augmentent la valeur des villes. En contrepartie, les chemins et villes qui en comportent ne comptent plus aucun point s'ils ne sont pas terminés. L'extension propose également de nouveaux pions - les grands meeples - qui comptent double lors de l'évaluation d'une ville ou d'un pré. Enfin, 6 tuiles pour simplifier la tenue des scores sont incluses dans la boîte. |
| 2003  | 2  | Marchands et bâtisseurs                                           | Klaus-Jürgen Wrede | Extension pour le jeu de base, avec 24 tuiles nouvelles et deux pions spéciaux(un cochon pour améliorer des paysans et un bâtisseur pour jouer deux fois de suite). On trouve des ponts permettant aux routes de se croiser, des portions de villes aux formes parfois bizarres et des produits commerciaux qu'il faut collecter. Elle offre aussi un sac pour piocher les tuiles, l'imprimé au dos ne comportant pas exactement les mêmes coloris selon les extensions.                                                                                 |
| 2005  | 3  | Damoiselle et Dragon (réédité sous le nom de Princesse et Dragon) | Klaus-Jürgen Wrede | Introduit des éléments d'Heroic fantasy et 30 nouvelles tuiles. Un dragon se déplaçant lors de la sortie de carte spéciale peut éliminer des partisans, une fée permet de se protéger du dragon. |
| 2006  | 4  | La Tour                                                           | Klaus-Jürgen Wrede | Contient 18 nouvelles tuiles, 30 pions en bois pour construire des tours pouvant capturer des partisans, et une tour cartonnée servant de distributeur de tuiles. |
| 2007  | 5  | Maire et cloîtres (réédité sous le nom Maire et monastères)       | Klaus-Jürgen Wrede | Contient 18 nouvelles tuiles et 12 pions en bois. Des fermes permettent aux joueurs de marquer des points pour des champs sans devoir attendre la fin de la partie. Le monastère permet de forcer le décompte des éléments avoisinants. |
| 2008  | 6  | Comte, roi et brigand                                             | Klaus-Jürgen Wrede | Cette extension regroupe en une boîte 4 mini-extensions dont une inédite : - Le comte de Carcassonne - La rivière II (voir plus haut) - Roi et chevalier pillard : les 7 tuiles pour le jeu de base provenant de Carcassonne - König & Späher - Hérétiques et lieux de culte : 5 nouvelles tuiles introduisant les luttes de religion par des conflits d'influence entre lieux de culte et abbayes. |
| 2008  | 7  | La Catapulte                                                      | Klaus-Jürgen Wrede | Contient 12 nouvelles tuiles, une vraie catapulte et des jetons à catapulter qui apportent beaucoup d'animation au jeu. |
| 2010  | 8  | Bazars, Ponts et Forteresses                                      | Klaus-Jürgen Wrede | Cette extension contient 12 ponts en bois qui augmentent les possibilités de pose de tuile puisqu'ils autorisent les routes, champs à passer au-dessus de certaines tuiles. Douze nouvelles tuiles sont incluses dont 8 avec un bazar mettant des tuiles aux enchères. Les forteresses permettent de tenter de marquer plus de points avec les villes à 2 tuiles car si une autre construction est réalisée près de celle-ci, la forteresse marque les points de celle-ci (une fois seulement).                                                          |
| 2014  | 9  | Moutons et Collines                                               | Klaus-Jürgen Wrede | Cette extension ajoute les bergers et les moutons qui agissent sur les prés, sauf si un loup est pioché, les collines qui prennent le contrôle des routes et villes, et enfin, les vignobles qui augmentent la valeur des abbayes. |
| 2017  | 10 | Tous en Piste!                                                    | Klaus-Jürgen Wrede | Cette dixième extension ajoute Le Cirque, les Artistes et le Directeur de Cirque. Le style des tuiles est celui des rééditions. |

### Mini-extensions
| Année | Titre original             | Titre français                             | Auteur                                | Commentaire |
| ----- | -------------------------- | ------------------------------------------ | ------------------------------------- | --- |
| 2001  |                            | La rivière                                 | Rudolf Ross                           | Extension gratuite donnée lors de salons, ou dans certains magasins. Cette extension propose de remplacer la tuile de départ par une rivière formée par les joueurs à partir des 12 tuiles fournies. La version américaine distribuée par Rio Grande comprend cette extension. La nouvelle version de base du jeu français contient également cette extension. La réédition 2017 de l'extension "Auberges et Cathédrales" inclut désormais cette mini-extension sans toutefois que cela soit mentionné sur la boîte ou la notice. À savoir que les tuiles présentes sont d'une teinte légèrement plus claire que celles incluses dans la réédition du jeu de base. |
| 2003  | König & Späher             | Roi et éclaireur / Roi & chevalier pillard | Klaus-Jürgen Wrede                    | - mini-extension partiellement reprise dans la sixième extension Sept tuiles supplémentaires pour Carcassonne et Cinq tuiles pour Carcassonne à la préhistoire. Le joueur qui construit la plus grande ville devient Roi de Carcassonne, et obtiendra des points supplémentaires à la fin du jeu pour chaque ville terminée. De même, le joueur construisant la plus longue route devient chef des bandits de grand-chemin et obtient des points pour chaque route terminée. |
| 2004  |                            | Le comte de Carcassonne                    | Klaus-Jürgen Wrede                    | - mini-extension reprise dans la sixième extension Cette mini-extension de 12 tuiles et un pion propose, à l'instar de la rivière, de remplacer la tuile de départ du jeu par d'autres tuiles. Ici, il s'agit de construire une ville fortifiée. |
| 2004  | Die Katharer               | Les Cathares                               | Klaus-Jürgen Wrede, Christwart Conrad | Quatre nouvelles tuiles montrant des Cathares brisant les murs de la ville, et qui réduisent les points acquis par le joueur pour cette ville. Cette extension a été publiée uniquement dans le journal allemand Spielbox. Les tuiles et les règles en anglais sont disponibles sur le site Board Game Geek. |
| 2005  |                            | La rivière II                              | Klaus-Jürgen Wrede                    | - mini-extension reprise dans la sixième extension Cette extension contient 12 nouvelles tuiles de rivière, incluant des éléments des extensions récentes (L'extension, Marchands et architectes, Damoiselle & dragon). Ces tuiles sont placées en début de partie pour commencer la construction du territoire avec un schéma un peu plus précis (quoique varié). |
| 2006  |                            | Carcassonne - la mini extension            | Klaus-Jürgen Wrede, Jay Tummelson     | Publiée dans le numéro 11 du magazine Games Quarterly. |
| 2008  | The Cult                   | La Secte                                   | Klaus-Jürgen Wrede                    | Contient 5 nouvelles tuiles. |
| 2009  | Der Tunnel                 | Le Tunnel                                  | Christwart Conrad                     | Cette extension a été éditée avec le magazine SpielBox du mois de juin 2009. |
| 2010  | Die Pest                   | La Peste                                   | Klaus-Jürgen Wrede, Christwart Conrad | Cette extension a été éditée avec le magazine SpielBox du mois de juin 2010. Elle contient 6 nouvelles tuiles et des marqueurs permettant d'indiquer les zones touchées par la peste. La peste se répand petit à petit et élimine les pions présents sur les tuiles touchées. |
| 2010  | Die Kornkreise             | Les Agroglyphes                            | Klaus-Jürgen Wrede                    | Contient 6 nouvelles tuiles. |
| 2011  | Das Phantom                | Le Fantôme                                 | Klaus-Jürgen Wrede                    | Extension contenant 6 meeples translucides "Fantôme" de couleurs différentes (un pour chaque joueur). Le fantôme peut être joué en même temps qu'un autre meeple à condition de le poser sur une partie différente de la même tuile. L'extension est commercialisée dans des petites boîtes en plastique en forme de meeple, disponibles en 6 couleurs différentes. |
| 2011  | Das Fest                   | Le Festival                                | Klaus-Jürgen Wrede                    | Contient 10 nouvelles tuiles. Elle faisait partie de l'édition spéciale "10e anniversaire" du jeu, sortie un an plus tôt. |
| 2011  | Die Schule                 | L'école                                    | Klaus-Jürgen Wrede                    | Contient 2 nouvelles tuiles "École" et un meeple "Professeur" translucide (n'appartenant à aucun joueur). Mini-extension sortie à l'occasion de la campagne Rainbow Over Ghana qui permit de construire des écoles au Ghana. Vendue dans un petit sac en tissu, et disponible en différents coloris. |
| 2012  | Das Fest II                | Le Festival 2                              | Klaus-Jürgen Wrede                    | Contient 10 nouvelles tuiles, différentes de celles contenues dans la première extension Das Fest. |
| 2012  | Little Buildings           | Petits Bâtiments                           | Klaus-Jürgen Wrede                    | Publiée dans le numéro de mai 2012 du magazine SpielBox. Elle contient 18 jetons bâtiments. |
| 2012  | Die Kornkreise II          | Les Agroglyphes II                         | Klaus-Jürgen Wrede                    | Contient 6 nouvelles tuiles, différentes de celles contenues dans l'extension die Kornkreise. Elle sera rééditée dans la nouvelle Big Box de 2017. |
| 2012  | Carcassonne Mini           | Carcassonne - mini-extensions              | Klaus-Jürgen Wrede                    | Ces extensions sont au nombre de 6, contenant chacune 8 tuiles et quelques pièces en bois. Chaque extension a ses propres règles. Une neuvième tuile est présente dans chaque extension, permettant de créer une septième mini-extension, Les Agroglyphes, une fois réunies. Ces extensions sont : Les Machines Volantes, Les Messagers, Les Bacs, Les Mines d'Or, Mage & Sorcière et Les Voleurs. Elles seront rééditées dans la nouvelle Big Box de 2017 (Avec l'extension "Les Agroglyphes II" au lieu de l'extension "Les Agroglyphes"). |
| 2012  | Die Windrosen              | Roses Des Vents                            | Klaus-Jürgen Wrede                    | Contient 6 nouvelles tuiles comportant une rose des vents. L'extension était exclusive à une édition spéciale de Carcassonne publiée 2012, "Carcassonne-on-Tour", puis a été rééditée sous une forme légèrement différente dans le magazine Spielbox de mai 2013. |
| 2014  | Halb so wild I & II        |                                            | Klaus-Jürgen Wrede                    | Chacune de ces deux mini-extensions contient 12 tuiles triangulaires changeant radicalement la façon d'appréhender le jeu. Elles seront plus tard réunies et éditées en une seule extension pour s'adapter au nouveau design de Carcassonne. |
| 2015  | Burgen in Deutschland      | Châteaux d'Allemagne                       | Klaus-Jürgen Wrede                    | Contient 6 doubles-tuiles représentant des châteaux allemands célèbres. Cette extension sera rééditée en 2019 avec le nouveau design. |
| 2016  | Das Labyrinth              | Le Labyrinthe                              | Klaus-Jürgen Wrede                    | Tuile promotionnelle unique fournie dans un numéro du magazine Spiel Doch!, permettant de relier quatre chemins. Fournie en deux versions, afin de pouvoir s'intégrer à l'ancien ou au nouveau design de Carcassonne. |
| 2016  | Die Wachtürme              |                                            | Klaus-Jürgen Wrede                    | Contient 12 nouvelles tuiles "Mirador" permettant de gagner davantage de points grâce aux villages. |
| 2016  | Die Märkte zu Leipzig      | Les marchés de Leipzig                     | Klaus-Jürgen Wrede                    | Contient 4 doubles-tuiles permettant de créer au centre du jeu la ville marchande de Leipzig, dans laquelle les meeples vont pouvoir commercer et gagner des points de victoire. Contient également 2 doubles-tuiles exclusives constituant une mini-extension promotionnelle pour le jeu dérivé Carcassonne Amazonas. |
| 2018  | Kathedralen in Deutschland | Abbayes d'Allemagne                        | Klaus-Jürgen Wrede                    | Contient 6 tuiles représentant des abbayes et cathédrales allemandes célèbres, pouvant remplacer les tuiles abbayes traditionnelles du jeu de base. Il existe une variante avec des monuments japonais. |
| 2018  | Die Bader                  | Les Barbiers-chirurgiens                   | Klaus-Jürgen Wrede                    | Contient 6 nouvelles tuiles "bains publics". |
| 2018  | Die Obstbäume              | Les Arbres Fruitiers                       | Klaus-Jürgen Wrede                    | Contient 6 nouvelles tuiles "terrain" avec 6 types d'arbres fruitiers (coing, pomme, abricot, cerise, prune et sureau) et 24 jetons "Fruit" pouvant être récoltés. |
| 2019  | Die Zöllner                | Les Péages                                 | Klaus-Jürgen Wrede                    | Contient 10 nouvelles tuiles "terrain" ainsi que 6 mini-tuiles "péage" recto-verso (une par joueur). |

## Jeux dérivés
L'éditeur a produit d'autres jeux utilisant le même principe, avec des variantes de règles et de nouveaux thèmes. Certains jeux peuvent se trouver en français, d'autres en allemand ou anglais seulement : ils sont signalés par l'indication (VO). Une traduction officieuse est souvent fournie et on trouve facilement des traductions sur internet.
| Année | Titre original                       | Édition française                   | Auteurs                                  | Illustrateurs                      | Commentaire |
| ----- | ------------------------------------ | ----------------------------------- | ---------------------------------------- | ---------------------------------- | --- |
| 2002  | Carcassonne: Jäger & Sammler         | Carcassonne à la Préhistoire        | Klaus-Jürgen Wrede                       | Chris Quilliams, Johann Rüttinger  | Le jeu complet et indépendant adopte les principes du jeu initial, en corrigeant certains défauts, et en modifiant le thème. Celui-ci se déroule à la préhistoire, et n'a plus de rapport avec la ville de Carcassonne.                         |
| 2003  | Carcassonne: Die Burg                | -                                   | Reiner Knizia et Klaus-Jürgen Wrede      | Roman Kucharski, Christof Tisch    | Les tuiles sont posées dans un espace clos avec assez peu de contraintes. La difficulté est de gérer les pions qui sont en nombre réduit. |
| 2003  | The Ark of the Covenant              | -                                   | Ursula Stephan et Klaus-Jürgen Wrede     | Alvin Madden, Imelda Vohwinkel     | Cette version inspirée par l'Arche d'alliance n'est pas vendue par Hans im Glück mais par Inspiration games, une maison d'édition américaine spécialisée dans les jeux d'inspiration biblique.                                                  |
| 2004  | Carcassonne: Die Stadt               | Carcassonne : La Cité               | Klaus-Jürgen Wrede                       | Oliver Freudenreich, Marco Primo   | Une édition de luxe avec un coffret en bois. Les joueurs créent l'intérieur d'une ville entourée de remparts. Les contraintes de pose sont très réduites et des gardes placés sur les remparts permettent de gagner des points supplémentaires. |
| 2005  | Carcassonne: Neues Land              | -                                   | Leo Colovini et Klaus-Jürgen Wrede       | Stefano Mondini, Fabio Visintin    | Les plaines, cités et rivières ont fait place à des terres, montagnes et mers que les pions vont explorer. |
| 2007  | Carcassonne Reise                    | Carcassonne de voyage               |                                          |                                    | Version Miniature de Carcassonne, fournie dans un sachet en tissu qui peut facilement transporter les mini-tuiles et les mini-meeples inclus. et sert également de piste de score.                                                              |
| 2008  | Carcassonne: Mayflower               | Carcassonne : Mayflower             | Klaus-Jürgen Wrede                       | Franz Vohwinkel                    | Dans cette version, les joueurs partent à la conquête du Nouveau Monde avec pour particularité l'obligation de progresser rapidement vers l'ouest sous peine de voir ses pions disparaître au fil de l'exploration.                             |
| 2009  | Carcassonne: Wheel of Fortune        | -                                   | Klaus-Jürgen Wrede                       | Doris Matthäus                     | |
| 2009  | Die Kinder von Carcassonne           | Mon premier Carcassonne             | Marco Teubner                            | Rolf Vogt                          | Il s'agit d'une version pour enfants. |
| 2009  | Cardcassonne                         | Cartecassonne                       | Karl-Heinz Schmiel et Klaus-Jürgen Wrede | Claus Stephan                      | Un jeu de carte basé sur l'univers de Carcassonne. |
| 2011  | Carcassonne: The Dice Game           | Carcassonne : 10 ans                | Olivier Lamontagne et Klaus-Jürgen Wrede | Doris Matthäus                     | |
| 2012  | Carcassonne: Winter Edition          | Carcassonne : Hiver                 | Klaus-Jürgen Wrede                       | Anne Pätzke                        | |
| 2015  | Carcassonne: Über Stock und Stein    | Carcassonne : Par monts et par vaux | Klaus-Jürgen Wrede                       | Doris Matthäus, Klaus-Jürgen Wrede | |
| 2015  | Carcassonne: Star Wars               |                                     | Klaus-Jürgen Wrede                       |                                    | Les aventures de l'univers de Star Wars dans le monde de Carcassonne. |
| 2016  | Carcassonne: Star Wars - Extension 1 |                                     | Klaus-Jürgen Wrede                       |                                    | Le combat continue dans l'univers de Star Wars. Maintenant aussi pour 6 joueurs. |
| 2017  | Carcassonne Für 2                    | Carcassonne pour 2                  |                                          |                                    | Une version de poche du jeu, vendue dans une boîte en métal. Elle contient des mini-tuiles ainsi que des mini-meeples et n'est de fait compatible avec aucune des extensions du jeu de base.                                                    |

### SérieCarcassonne: Autour du monde
| Année | Titre original          | Édition française               | Auteur             | Illustrateurs                                  | Commentaire |
| ----- | ----------------------- | ------------------------------- | ------------------ | ---------------------------------------------- | --- |
| 2013  | Carcassonne: Südsee     | Carcassonne : Mers du Sud       | Klaus-Jürgen Wrede | Harald Lieske, Dennis Lohausen, Christof Tisch | Premier titre de la série Carcassonne : Autour du monde. |
| 2014  | Carcassonne: Goldrausch | Carcassonne : La ruée vers l'or | Klaus-Jürgen Wrede | Claus Stephan                                  | Deuxième titre de la série Carcassonne : Autour du monde. Dans cette version, les joueurs partent à la conquête de l'Amérique. Le vainqueur sera celui qui contrôlera le plus de chemins de fer, mines, villes, troupeaux de chevaux et camps amérindiens. |
| 2016  | Carcassonne: Amazonas   | Carcassonne : Amazonas          | Klaus-Jürgen Wrede | Vicki Dalton                                   | Troisième titre de la série Carcassonne : Autour du monde. |
| 2018  | Carcassonne: Safari     | Carcassonne : Safari            | Klaus-Jürgen Wrede | Anne Heidsieck                                 | Quatrième titre de la série Carcassonne : Autour du monde. |

## Rééditions
Concerne uniquement les jeux déjà réédités par Hans im Glück.

### Jeu de base
Le jeu de base a été réédité en juin 2015 par Filosofia et Hans im Glück. La principale caractéristique de ce dernier est que le design a été entièrement repensé, avec des textures plus détaillées et complexes, de façon à renouveler et ainsi attirer de potentiels nouveaux joueurs. La boite comprend le jeu de base ainsi que deux mini-extensions dont une exclusive ; la Rivière et l'Abbé.

### Extensionno1:Auberges et Cathédrales
Cette extension ainsi que la suivante ont été rééditées en septembre 2015.
Elle reprend le même design que la réédition du jeu de base et garde le même contenu que l'ancien modèle, mise à part le sixième joueur qui voit passer sa couleur de grise à rose.
La réédition indiquant l'année 2017 au copyright inclut également la mini-extension : La Rivière, pourtant déjà présente dans la réédition du jeu de base.

### Extensionno2:Marchands et Bâtisseurs
Cette extension a été rééditée en septembre 2015.
Elle reprend le même design que la réédition du jeu de base et garde le même contenu que l'ancien modèle, mise à part les pions spécifiques au sixième joueur qui voient passer leur couleur de grise à rose.

### Extensionno3:Princesse et Dragon
Cette extension a été rééditée en 2016. Elle reprend le même design que la réédition du jeu de base et garde le même contenu que l'ancien modèle, mise à part les pions spécifiques au sixième joueur qui voient passer leur couleur de grise à rose.

### Extensionno4:La Tour
Cette extension n'est pas rééditée en français par Filosofia, mais par Z-MAN Games (Asmodée) en 2017. Elle inclut une tour en carton facilitant la pioche des tuiles ainsi que des tuiles et étages de tours offrant la possibilité aux joueurs de capturer les meeples adverses.

### Extensionno5:Maire et Monastères
Cette extension a été rééditée en janvier 2017.
Elle reprend, comme les précédentes, le même design que la réédition du jeu de base et garde le même contenu que l'ancien modèle, et les pions roses du sixième joueur sont présents.

### Extensionno6:Comte, Roi & Brigand
Cette extension n'est pas rééditée en français par Filosofia.

### Extensionno7:La Catapulte
Cette extension n'est pas rééditée en français par Filosofia, ni par Hans im Glück.

### Extensionno8:Bazars, Ponts et Forteresses
Cette extension n'est pas rééditée en français par Filosofia.

### Extensionno9:Moutons et Collines
Cette extension n'est pas rééditée en français par Filosofia.

### Extensionno10:Tous en piste
Cette extension est éditée en français par Z-Man Games.
Le cirque se déplace d’un lieu à un autre avec sa ménagerie. Sitôt le chapiteau dressé, tous les meeples des environs affluent pour assister au spectacle !

## Éditions particulières - Xbox 360 Live Arcade, juin 2007
Une édition vidéoludique éditée par Sierra Online. Elle permet de jouer contre 1 à 4 adversaires accessibles par internet ou contrôlés par la console. Le jeu est en 3D vu du-dessus avec divers niveaux de zooms.
Cette édition propose en version de base l'extension La Rivière. Deux extensions supplémentaires sont disponibles également par téléchargement.
NB : Il existe pour PC une version informatique du jeu de base. Et en java, une version avec toutes les extensions http://jcloisterzone.com/.
Il existe également une version en ligne http://games.asobrain.com
Carcassonne de Voyage, 2007, Klaus-Jürgen Wrede
Version petit format du jeu de base. Non compatible avec les extensions.
Carcassonne pour iPhone et iPad
Version mobile de Carcassonne Xbox 360. Le jeu utilise l'interface tactile de l'iPhone et de l'iPad. Un mode multijoueurs permet de jouer en local sur le même appareil ou plusieurs appareils en Wi-Fi ou Bluetooth et un mode Internet permet de jouer avec des joueurs du monde entier. Le jeu est aussi compatible avec le GameCenter d'Apple. Également disponible sur Windows Phone ainsi que sur Android.

## Récompenses

### Récompenses pour Carcassonne
- Spiel des Jahres  2001
- Deutscher Spiele Preis  2001

### Récompense pour Carcassonne - La Cité
- Speelgoed van het jaar plus de 12 ans 2005

## Championnat du monde
Un championnat du monde se joue chaque année depuis 2006. Chaque pays a droit à un représentant. Le championnat est hébergé par le Spiel d’Essen sauf en 2010 où il a été joué à Herne. Voici tous les podiums :
| Édition      | Champion                | 2e                      | 3e                | Participants |
| ------------ | ----------------------- | ----------------------- | ----------------- | ------------ |
| 2006 – Ire   | Ralph Querfurth         | Michael Wischounig      | David Korejtko    | 16           |
| 2007 – IIe   | Sebastian Trunz         | Chen Wei-Chi            | Janne Jaula       | 20           |
| 2008 – IIIe  | Ralph Querfurth         | Martin Mojžiš           | Sebastian Trunz   | 20           |
| 2009 – IVe   | Ralph Querfurth         | Daniel Geromboux        | Matej Tabak       | 20           |
| 2010 – Ve    | Ralph Querfurth         | Martin Mojžiš           | Matej Tabak       | 22           |
| 2011 – VIe   | Els Bulten              | Shinnosuke Komukai      | Robert Mützner    | 24           |
| 2012 – VIIe  | Martin Mojžiš           | Stefan Leopoldseder     | Matej Tabak       | 26           |
| 2013 – VIIIe | Pantelis Litsardopoulos | Martin Mojžiš           | Aleksejs Peguševs | 36           |
| 2014 – IXe   | Takafumi Mochizuki      | Pantelis Litsardopoulos | Matej Tabak       | 34           |
| 2015 – Xe    | Pantelis Litsardopoulos | Takafumi Mochizuki      | Els Bulten        | 32           |
| 2016 – XIe   | Vladimir Kovalev        | Pantelis Litsardopoulos | Vannes Vansina    | 36           |
| 2017 – XIIe  | Tomasz Preuss           | Pantelis Litsardopoulos | Davide Sandrin    | 38           |
| 2018 – XIIIe | Genro Fujimoto          | Marian Curcan           | Kolja Stratmann   | 34           |
| 2019 – XIVe  | Marian Curcan           | Ying Chien Chien        | Timofei Gretšenko | 36           |

## Adaptation en jeux vidéo
Carcassonne a été adapté sur Facebook, téléphones mobiles, iOS, Android, Windows Phone, Xbox 360, Nintendo DS et Nintendo Switch.